# کاپیتان میلر (فیلم)
کاپیتان میلر (به انگلیسی: Captain Miller) فیلم هندی اکشن ماجراجویی حماسی به زبان تامیل است که در سال ۲۰۲۴ اکران گردید، کارگردان فیلم آرون ماتسواران است و تهیه‌کنندگی آن را ساتیا جیوتی فیلمز بر عهده داشت. این فیلم اولین قسمت از یک سه‌گانه است که برنامه‌ریزی شده تا ساخته شوند، بازیگر اصلی دنوش است که در نقش محوری بازی می‌کند و در کنار او شیوا راجکومار، ساندیپ کیشان، آدیتی بالان، پریانکا آرول موهان، ادوارد سوننبلیک و جان کوکن در نقش‌های مکمل بازی می‌کنند. داستان این فیلم در دهه ۱۹۳۰ و در دوره راج بریتانیا اتفاق می‌افتد و ماجرای یک سرباز سابق ارتش بریتانیا را دنبال می‌کند که تلاش می‌کند روستای زادگاهش را از ویران شدن توسط ارتش بریتانیا نجات دهد.
آرون، فیلم‌نامه را در سال ۲۰۱۸ نوشت و ساتیا جیوتی فیلمز قرار بود آن را تولید کند. با این حال، تا سال ۲۰۱۹ که این امر آغاز به شکل‌گیری کرد، هنوز چیزی نهایی نشده بود. نام موقت فیلم دی۴۷ (D47) (با توجه به چهل و هفتمین فیلم دنوش در نقش اصلی) بود. این فیلم در ژوئیه ۲۰۲۲ به اطلاع همگانی رسید. فیلمبرداری اصلی از سپتامبر آن سال آغاز شد و در اواخر سال ۲۰۲۳ به پایان رسید، فیلمبرداری در چنای، تیرونلولی و تنکاسی انجام گرفت. موسیقی توسط جی. وی. پراکاش کومار ساخته شد، فیلمبرداری توسط سیدارتا نونی و تدوین توسط ناگوران راماچاندران انجام گرفت.
کاپیتان میلر در ۱۲ ژانویه ۲۰۲۴، در هفته‌ای که جشنواره پونگال برگزار گردید، در قالب‌های استاندارد و آی‌مکس در سراسر جهان به نمایش درآمد این فیلم نقدهای مثبتی را از سمت منتقدان دریافت کرد و به فروشی بیش از ۱۰۴٫۷۹ کرور روپیه (۱۳ میلیون دلار آمریکا) دست یافت. در ماه مه ۲۰۲۴، این فیلم رتبه اول پرفروش‌ترین فیلم تامیل در سال ۲۰۲۴ را در اختیار خود داشت.